# Železniční trať Veselí nad Moravou – Nové Mesto nad Váhom
Železniční trať Veselí nad Moravou – Nové Mesto nad Váhom je jednokolejná mezistátní neelektrizovaná železniční trať v Česku a na Slovensku, propojující Vlárskou dráhu přes Bílé Karpaty se slovenskou hlavní tratí Bratislava – Žilina. Provoz na trati byl zahájen 8. prosince 1927, celá trať byla otevřena 1. září 1929.
Trať byla vybudována v letech 1923–1929 jako jedna z velkých železničních staveb československé první republiky. Podobně jako u současně budované tratě Vsetín–Bylnice bylo cílem zahustit řídkou železniční síť na moravsko-slovenském pomezí a zejména vytvořit další železniční propojení mezi historickými zeměmi a Slovenskem. Stavba byla rozdělena do dvou etap. První byla Veselí nad Moravou – Myjava a druhá Myjava – Nové Mesto nad Váhom. Rozhodnuto tak bylo kvůli geologickým podmínkám a náročnosti terénu. Sklonově náročná trať překonává několik údolí mohutnými viadukty a několik kopců i tunely, z toho jeden je dlouhý 2,5 km.

## Kategorizace
Na území České republiky leží úsek Veselí nad Moravou – Velká nad Veličkou st. hr. Trať je kategorizována jako regionální dráha. Při převzetí funkce provozovatele Správou železniční dopravní cesty v roce 2008 byla součástí celostátní dráhy.
V českém jízdním řádu pro cestující je celá trasa vedena jako mezistátní trať 846 a český úsek od stanice Vrbovce je uveden v tabulce 343 spolu s navazujícím úsekem Rohatec – Veselí nad Moravou a peážním úsekem Hodonín – Rohatec. Ve slovenském jízdním řádu je úsek Nové Mesto nad Váhom – Vrbovce vedený pod číslem 121.
Od prosince 2008 byla tato trať v úseku Veselí nad Moravou - Velká nad Veličkou zaintegrována do Integrovaného dopravního systému Jihomoravského kraje.
Od 1. března 2014 byla integrace prodloužena až do Myjavy.

## Zajímavosti
- Na trati se vedle řady mostů a můstků nachází 5 viaduktů (Lipovský, Devánský, Myjavský, Lipovecký a Papradský). První z nich (Lipovský) se nachází v Česku, zbytek na Slovensku. Nejdelším je Papradský, dlouhý 254 metrů a vysoký až 27 metrů.
- Trať prochází také celkem třemi tunely, vše na slovenském území. První z nich je Tunel Generála Milana Rastislava Štefánika (2 423 m) u Brestovce, který byl ve své době nakrátko nejdelším v ČSR. Druhý je Poriadsky tunel (540 metrů) a třetí Čachtický tunel (250 metrů).[4]
- Na trati se téměř nevyskytují úrovňové přejezdy, i polní a lesní cesty se kříží s tratí mimoúrovňově. Jediný přejezd v Česku je ve Veselí nad Moravou na boční ulici u sídliště Hutník. Na Slovensku je úrovňový přejezd jen v obci Višňové a pak na polní cestě na okraji Nového Mesta nad Váhom.
- U Nového Mesta nad Váhom byla později vybudována ještě jednokolejná tzv. Čachtická spojka, umožňující přímou jízdu z Čachtic jižním směrem na Piešťany a Leopoldov, mimo N. Mesto n.Váhom. V 80. letech po ní byly vedeny např. některé dálkové noční rychlíky.[5]

## Stanice a zastávky

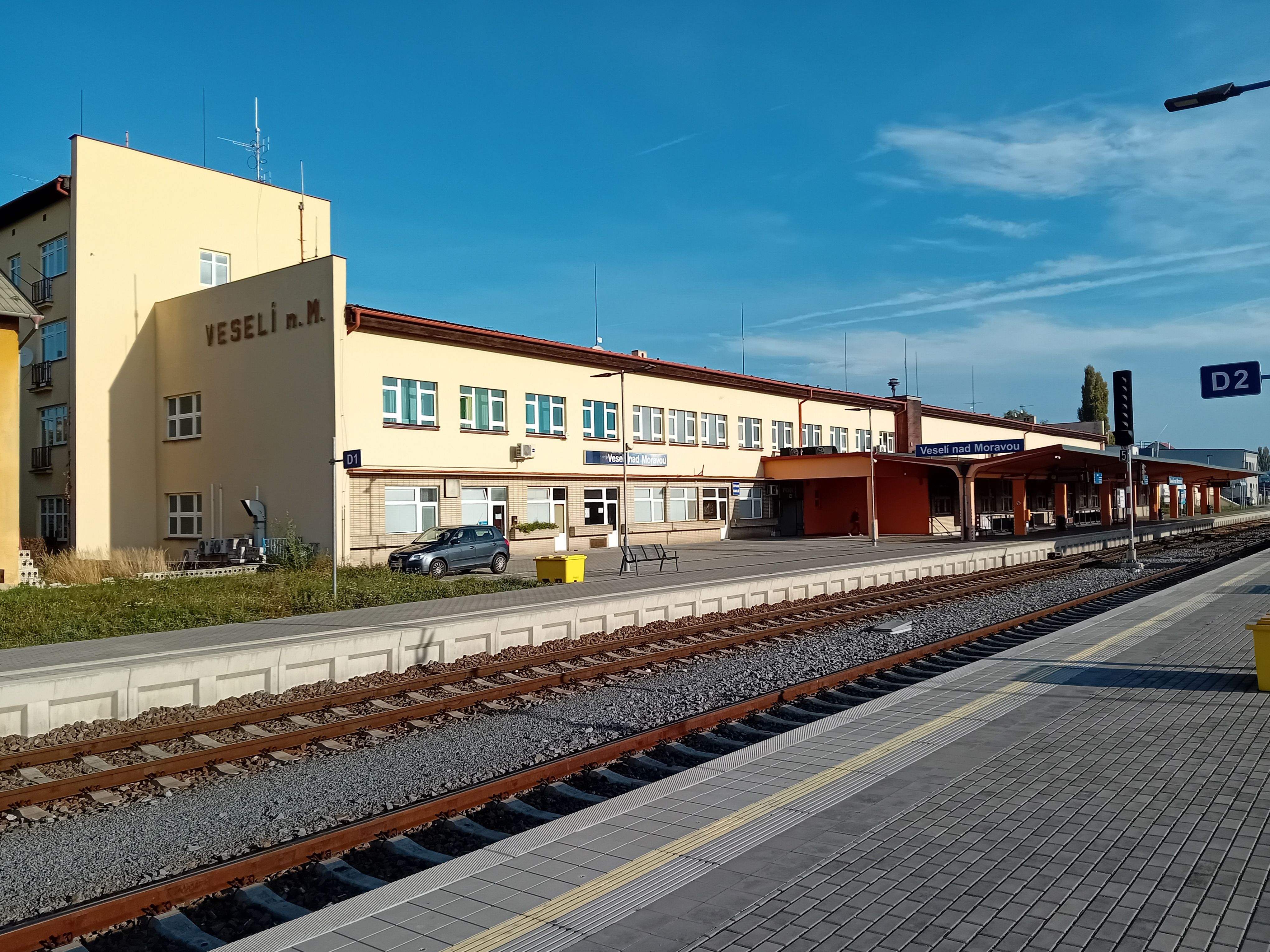
Veselí nad Moravou
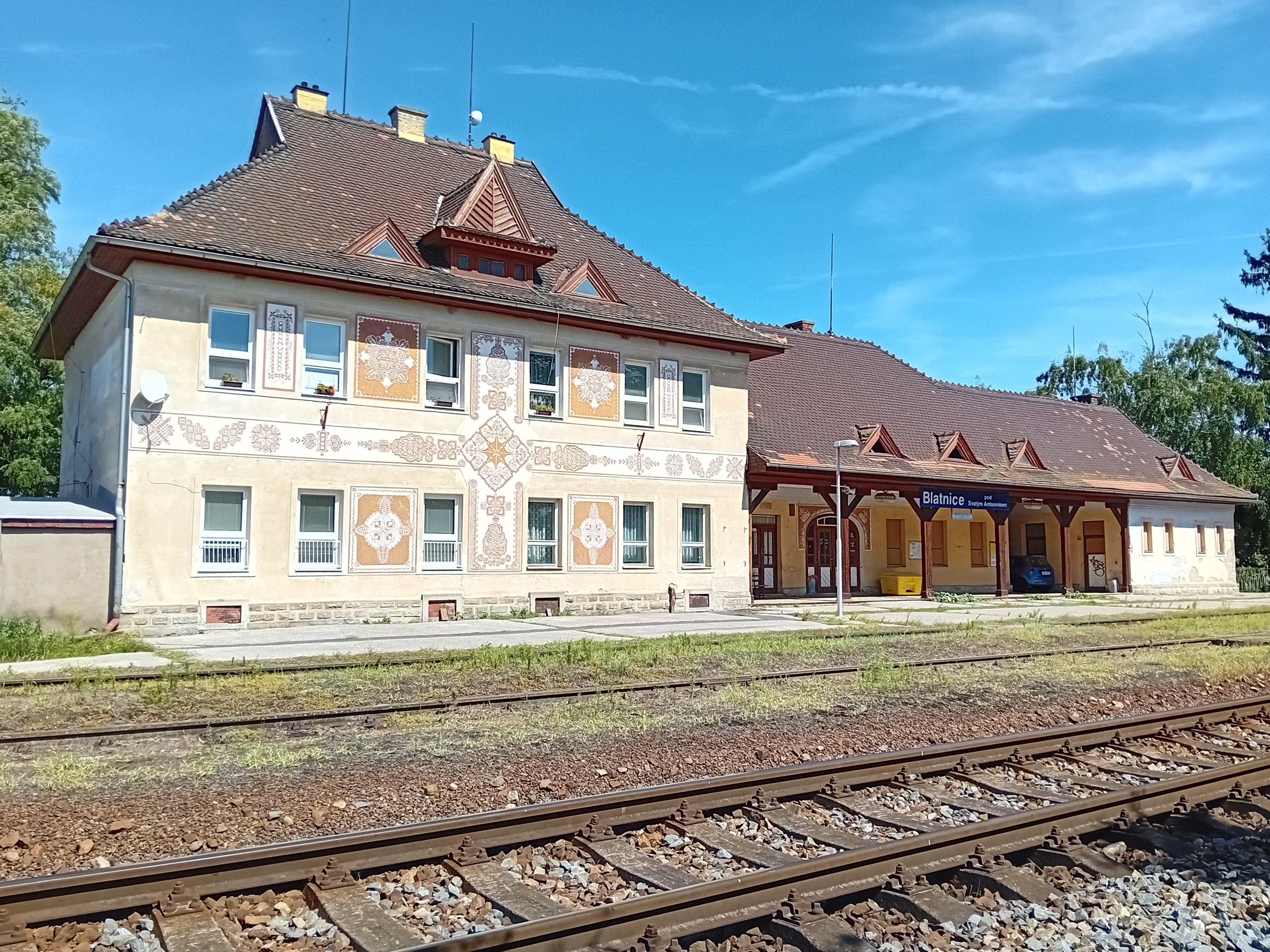
Blatnice pod Svatým Antonínkem
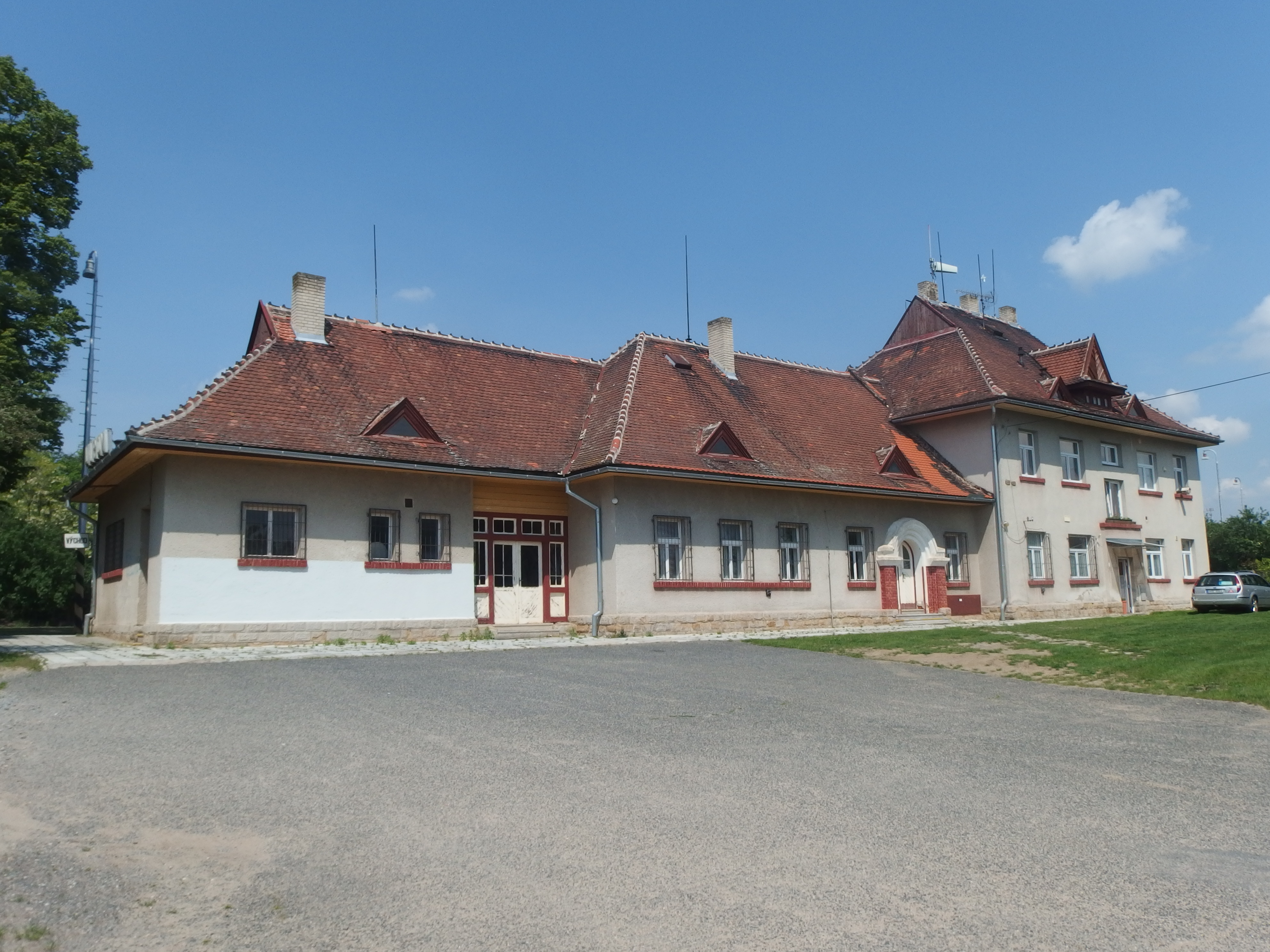
Lipov
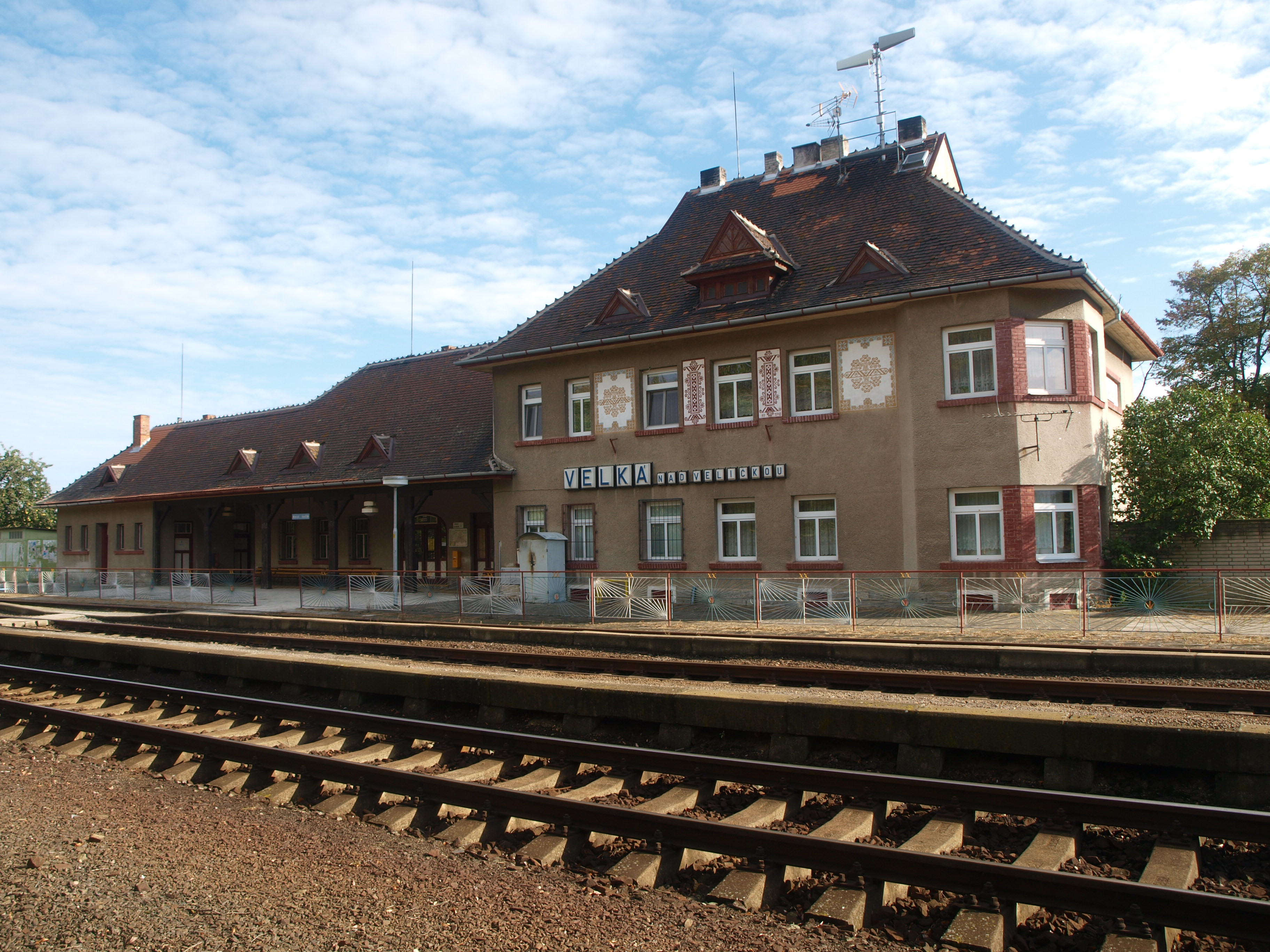
Velká nad Veličkou
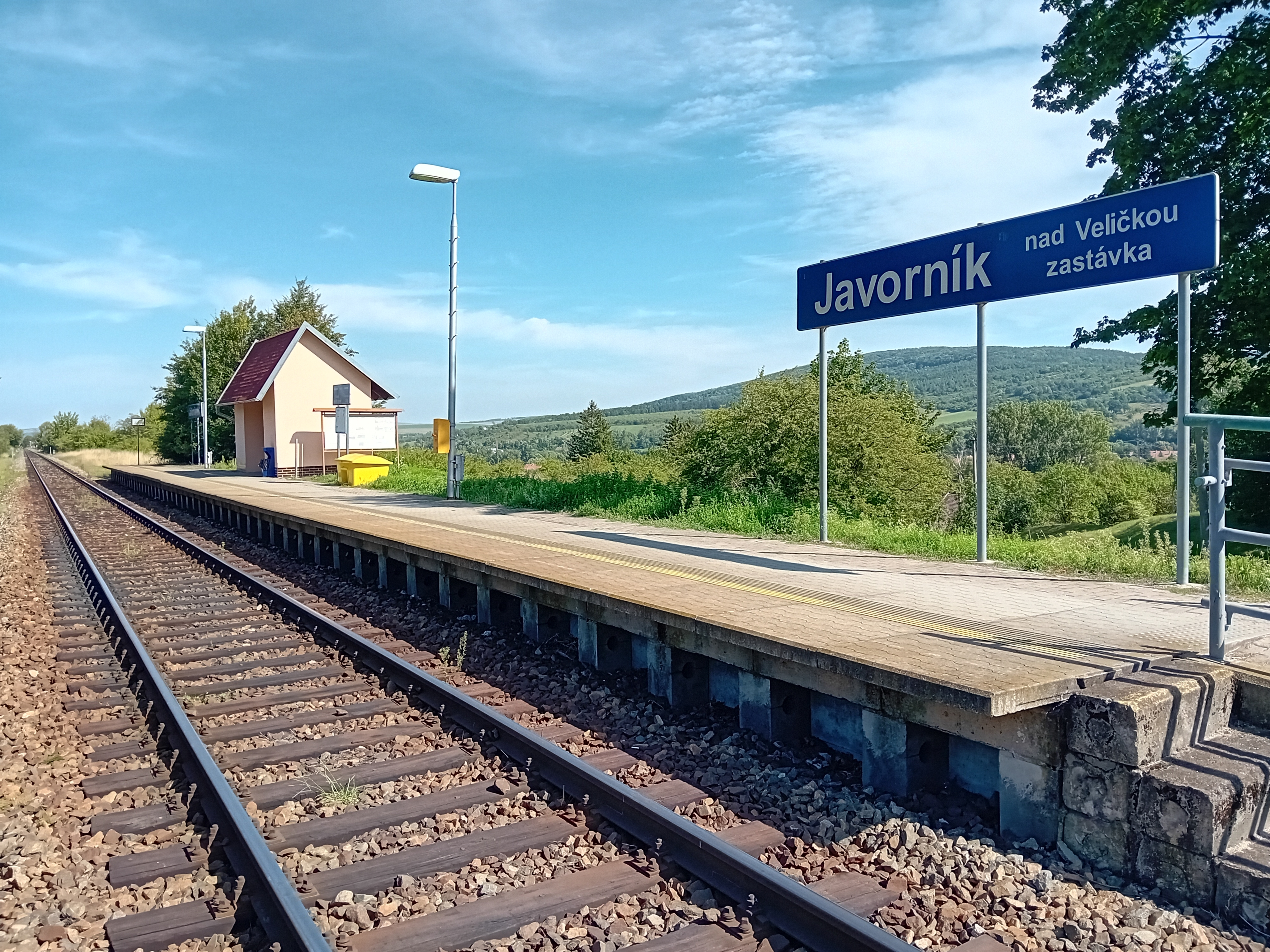
Javorník nad Veličkou zastávka
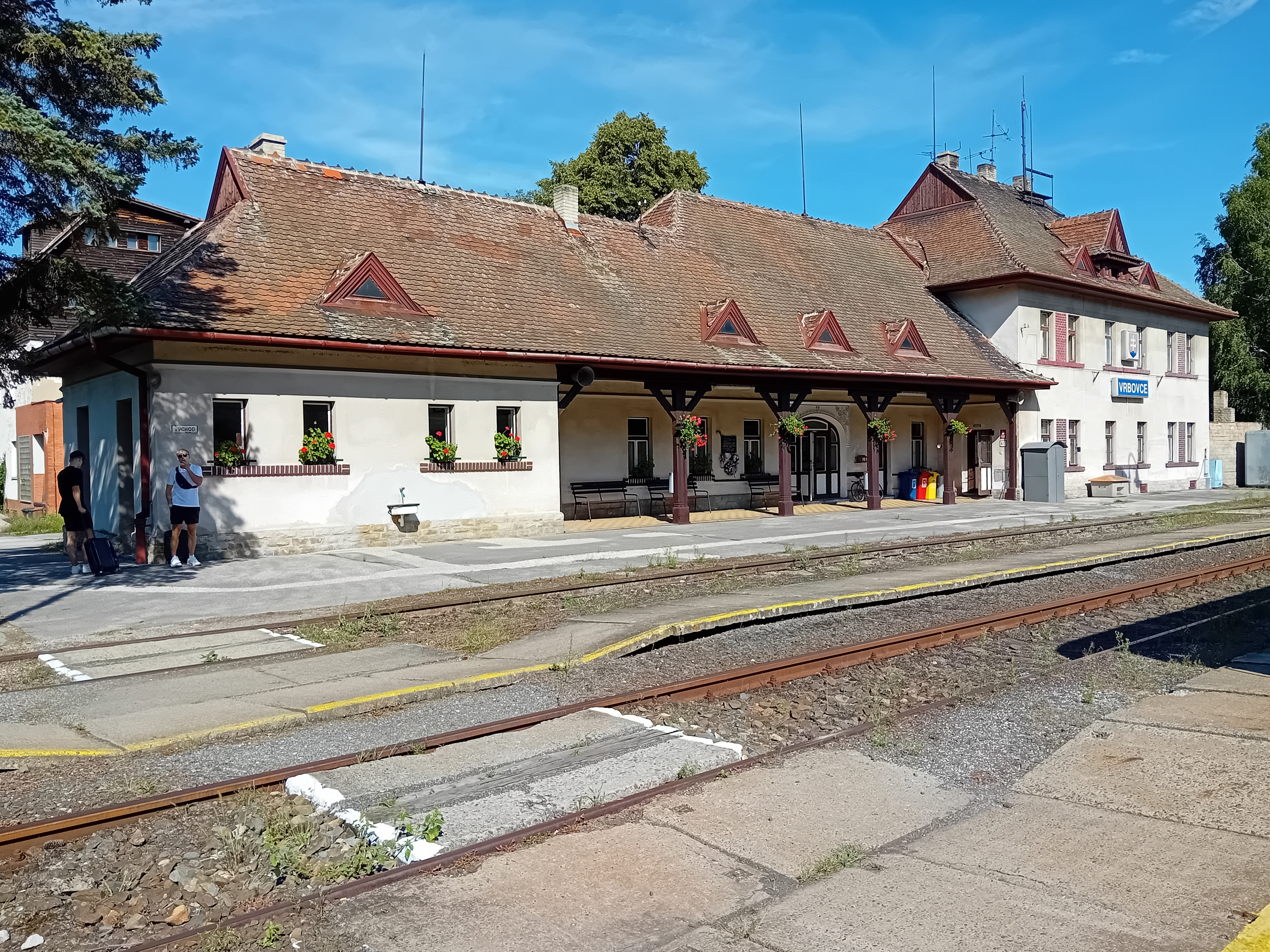
Vrbovce
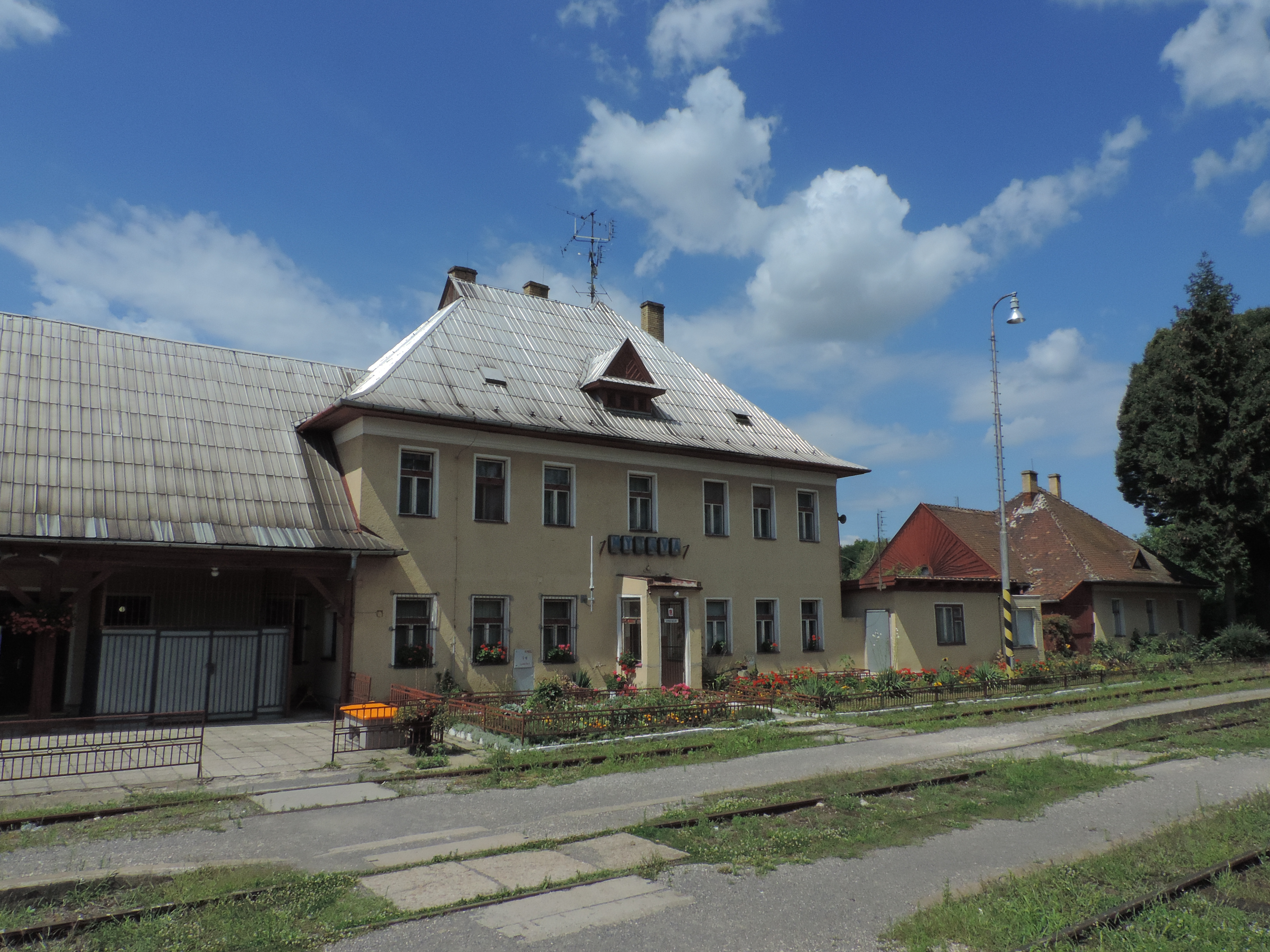
Myjava
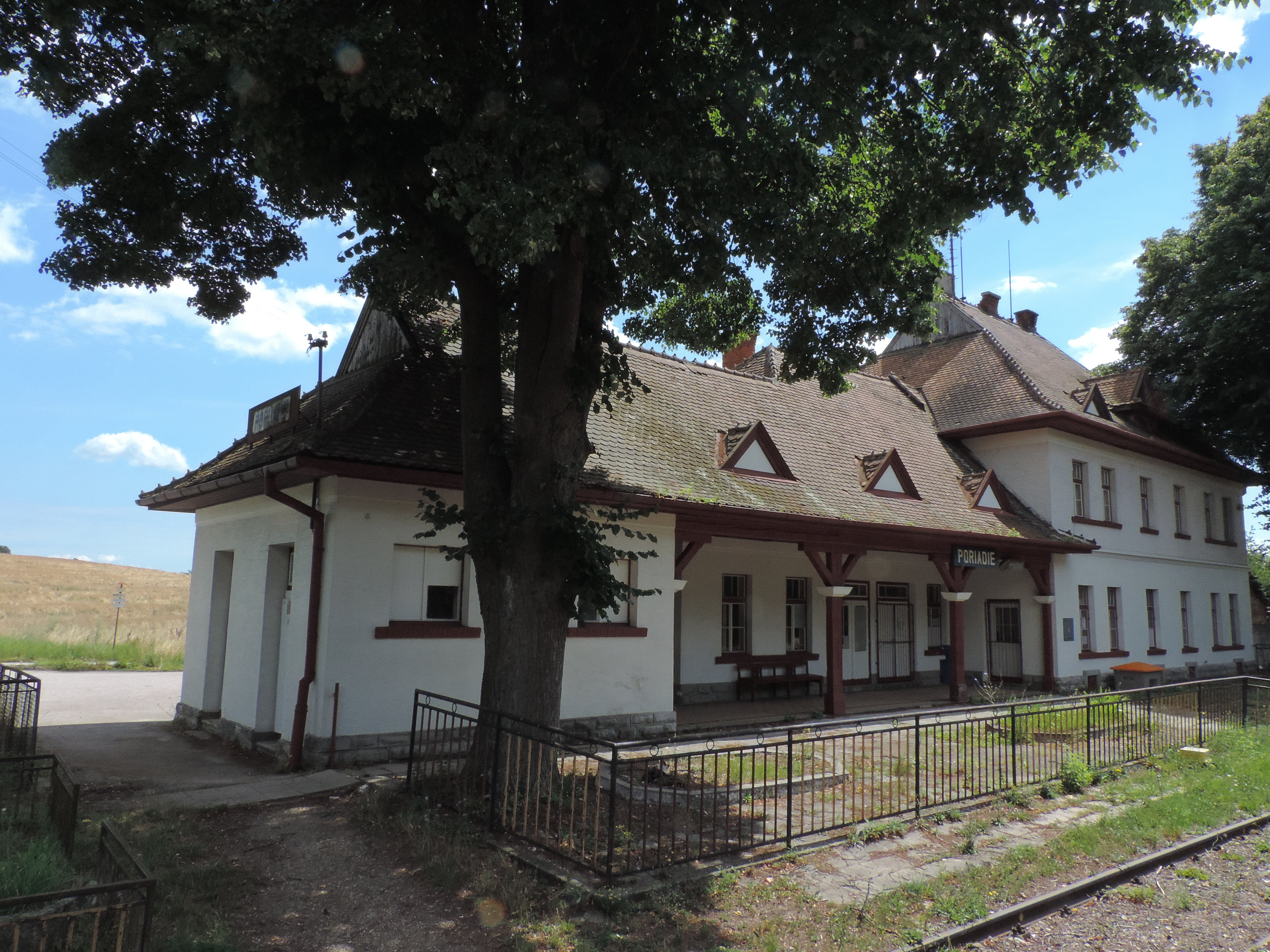
Poradie
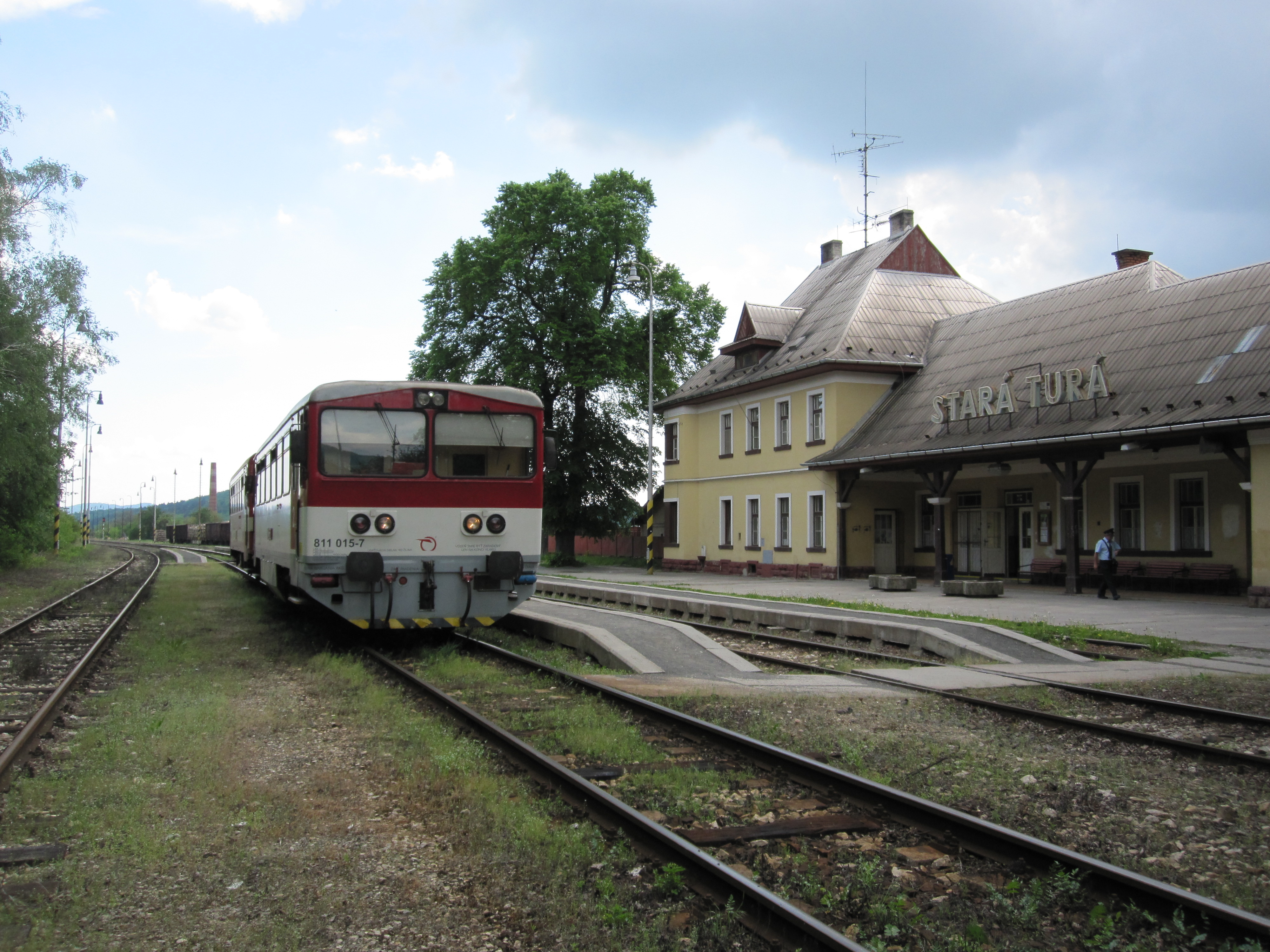
Stará Turá

## Galerie

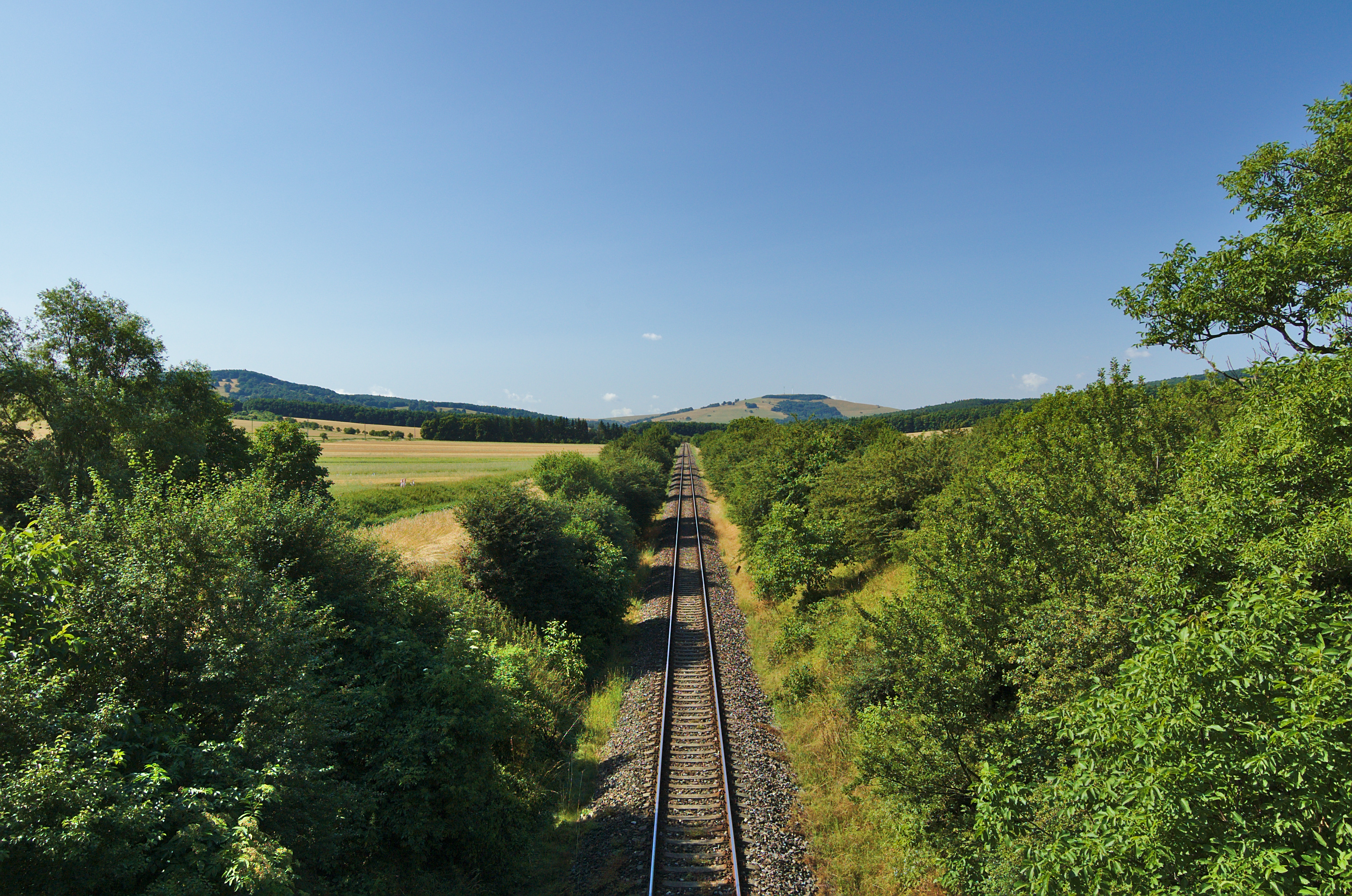
Trať u Javorníku
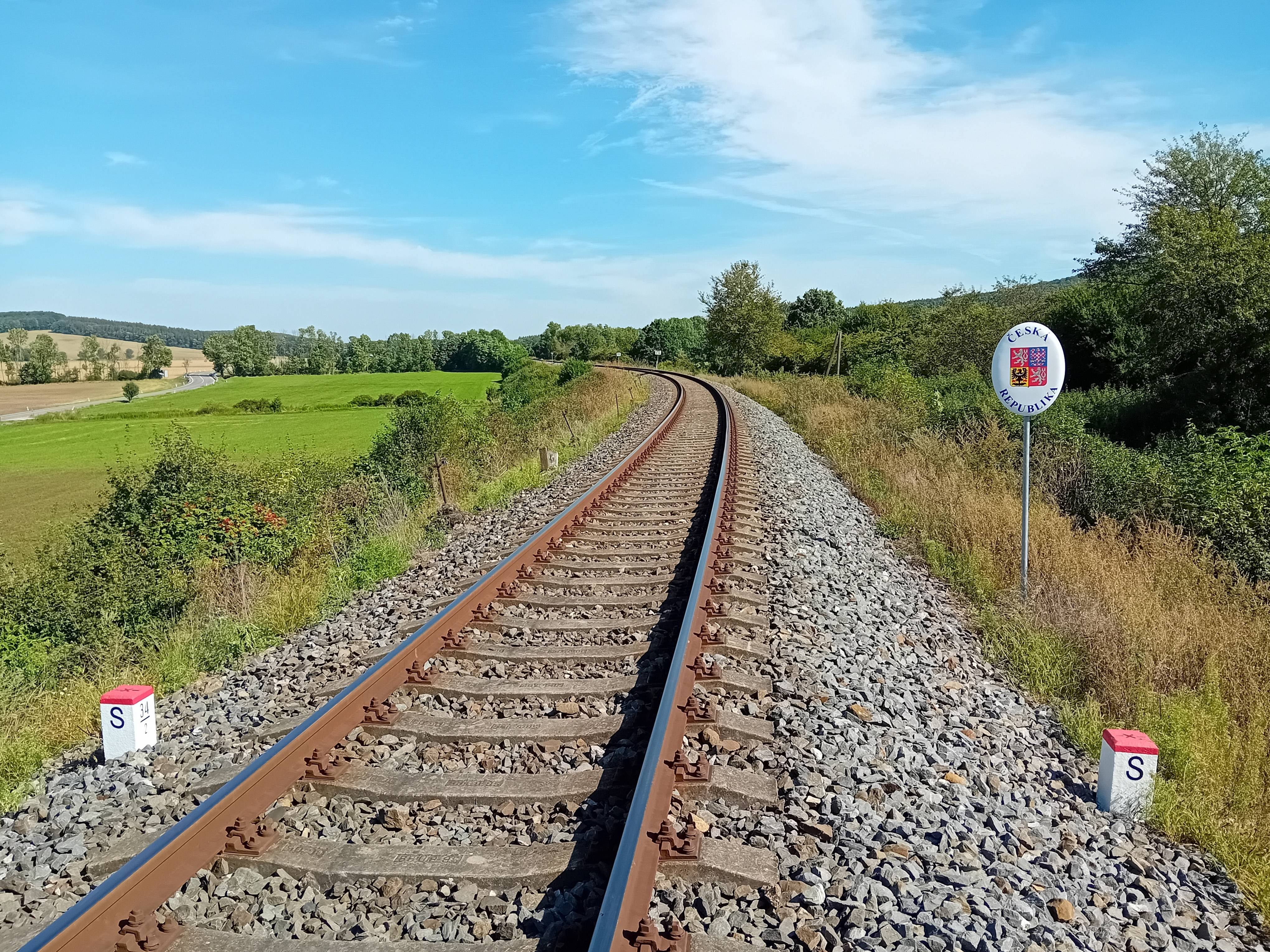
Státní hranice
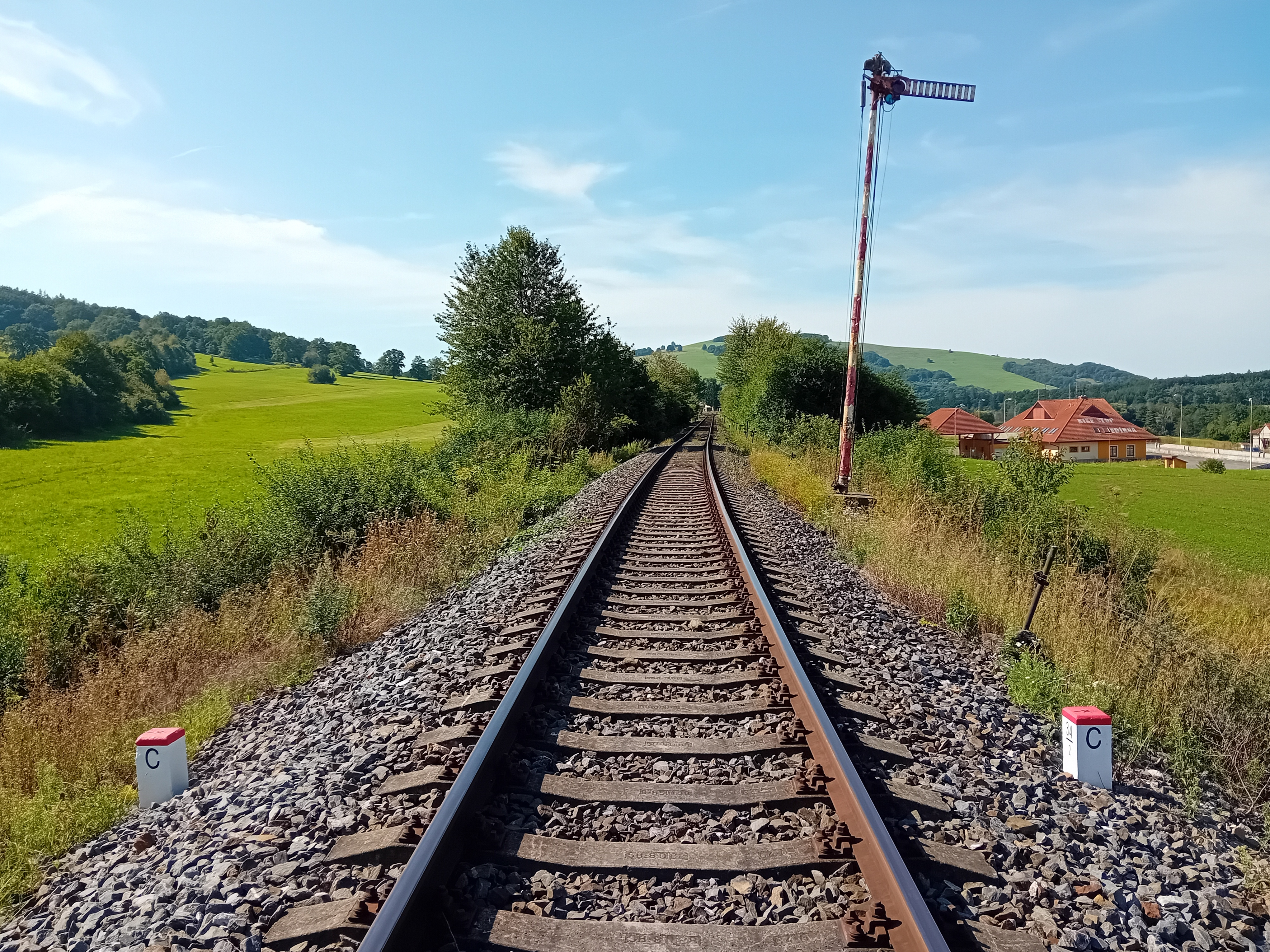
Státní hranice
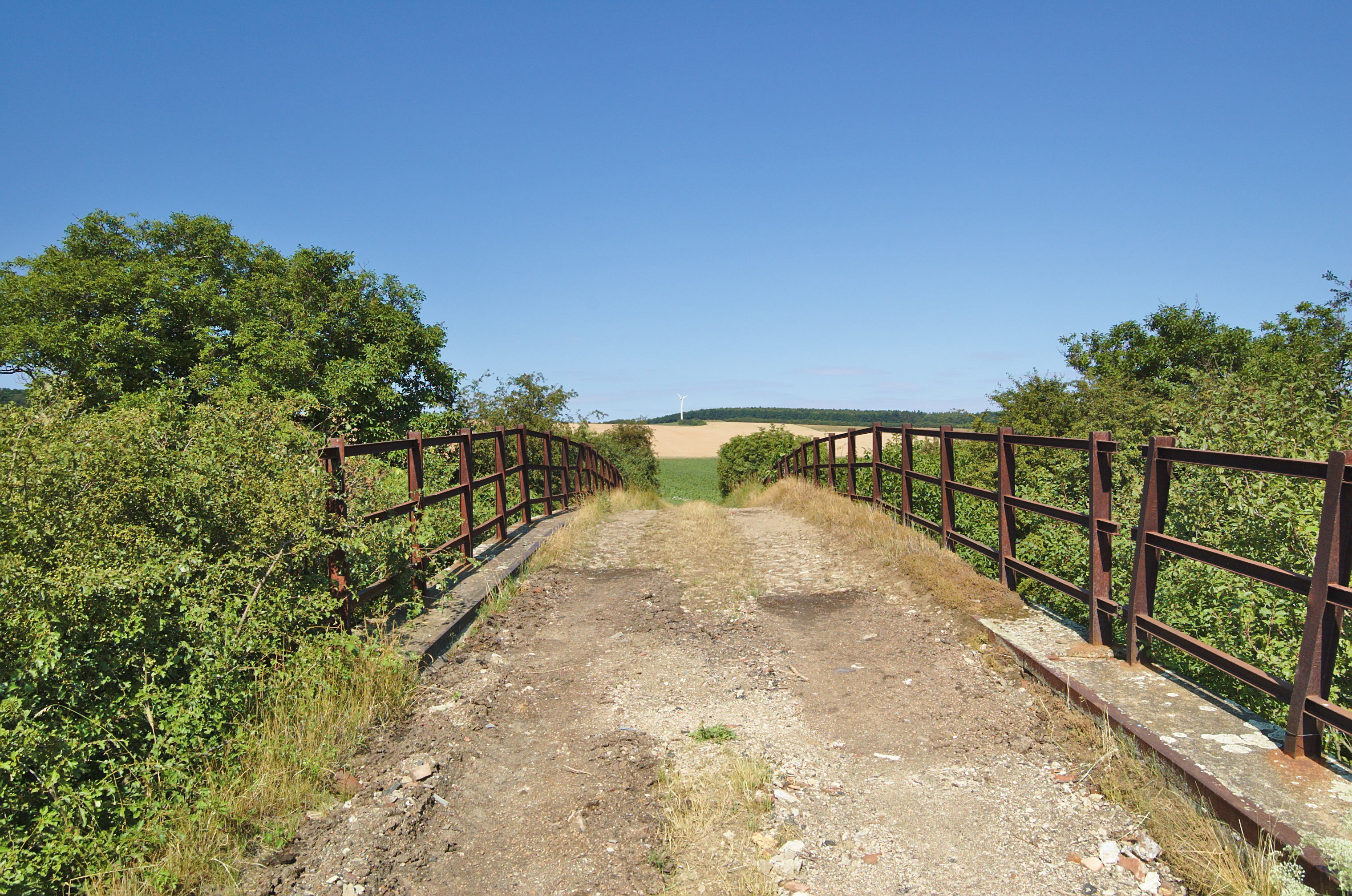
Most přes trať u Javorníku
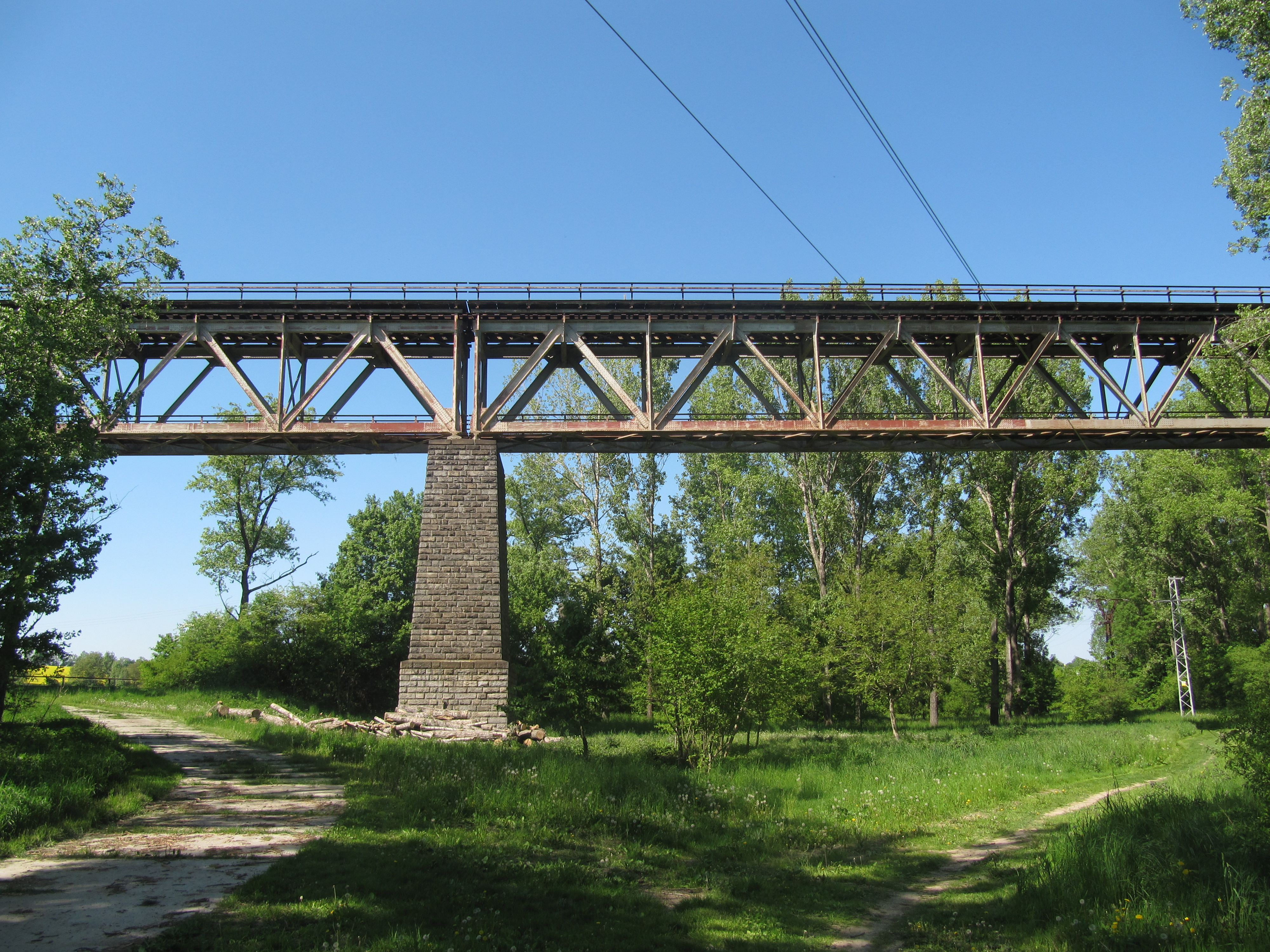
Viadukt u Lipova
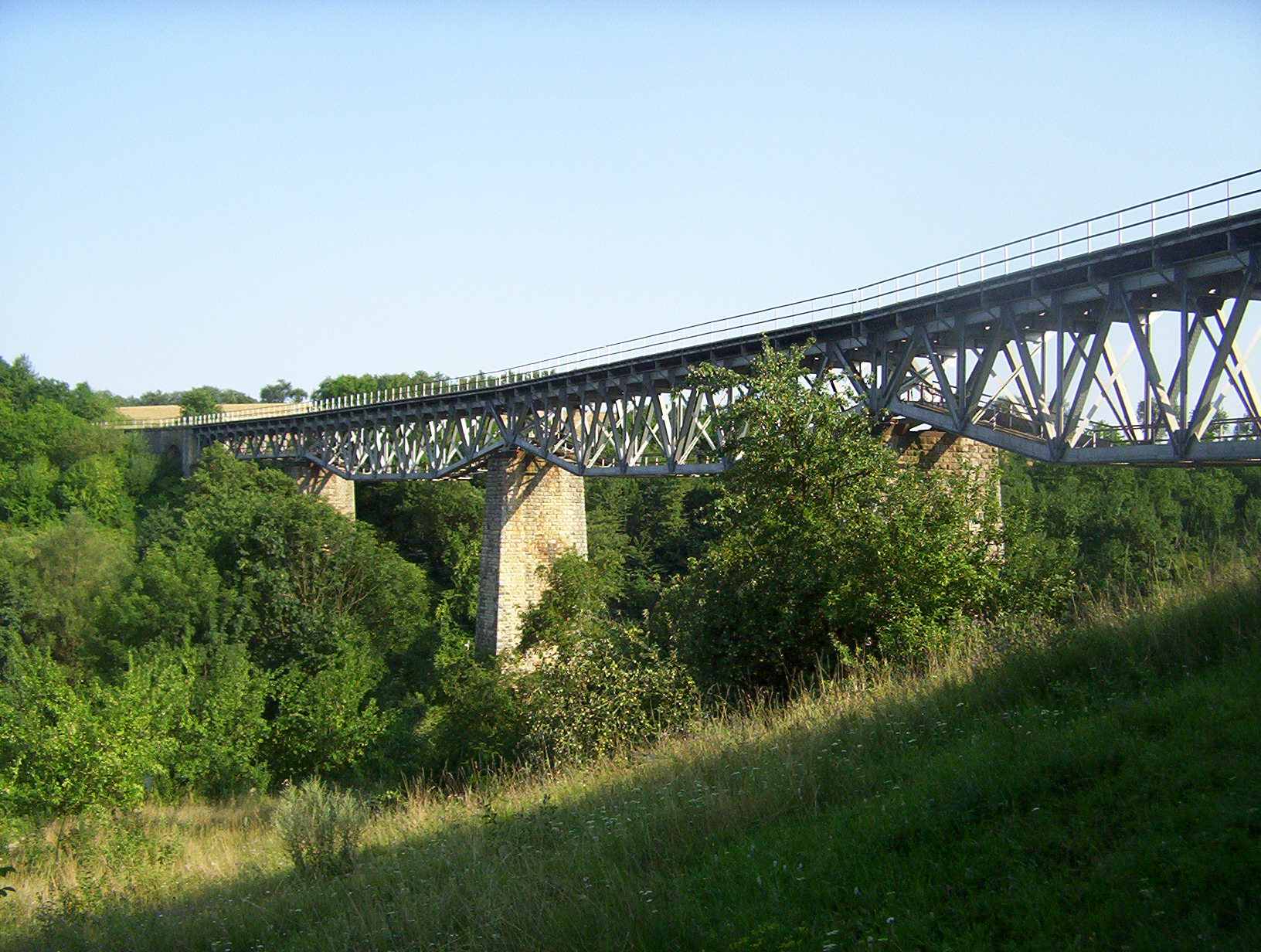
Viadukt u Myjavy
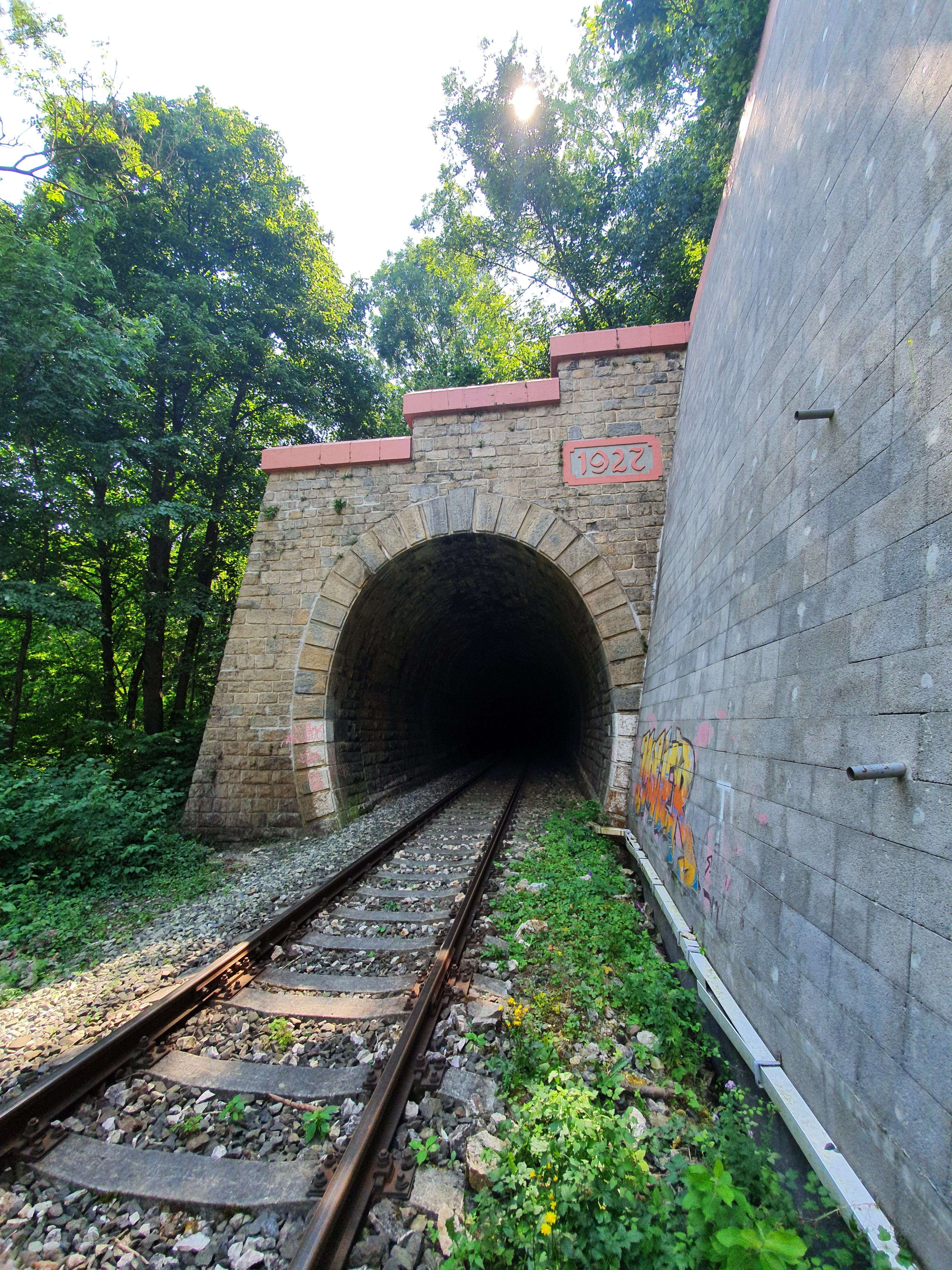
Čachtický tunel
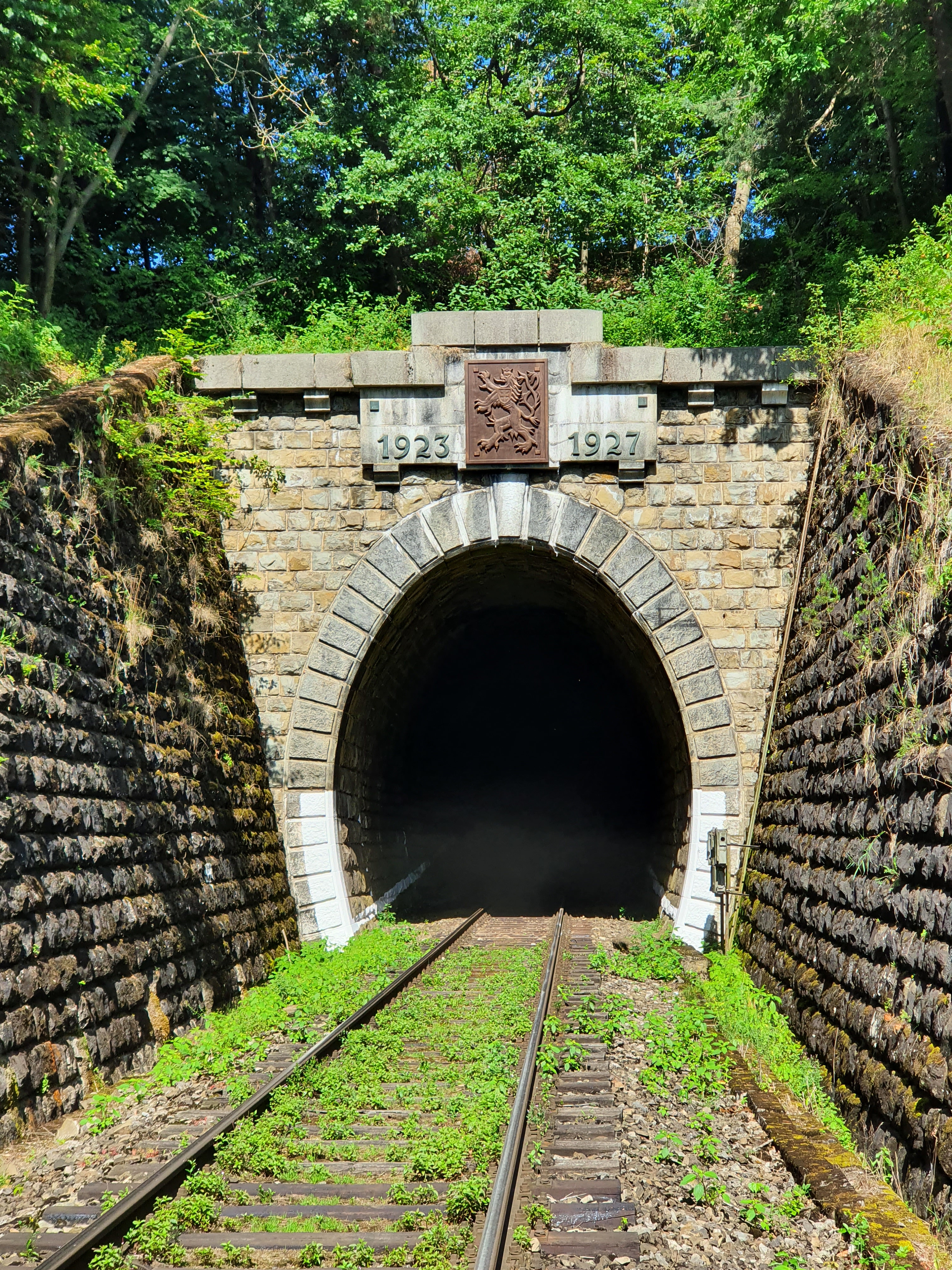
Tunel Generála Milana Rastislava Štefánika